# معلمة رياض الأطفال
```
مُعلمة رياض الأطفال
 : هي مُربية مُحترفة في مجال 
تربية
 طفل ما قبل 
المدرسة
 الابتدائية وتعمل على حماية وتربية الأطفال ورعايتهم الرعاية الصحية السليمة وتُسهم بقدر كبير في تنمية شخصية الطفل تنمية شاملة جسمياَ وعقلياً وانفعالياً واجتماعياً ولُغوياً وسلوكياً ودينياً 
[
1
]
```

فعمل مُعلمة الروضة يتعلق بالطفل النامي ومُهمتها تكاد تنحصر في توفير البيئة المناسبة والإرشاد المُناسب للنمو السليم فتعمل على استكشاف قُدرات الطفل ومواهبه والسماح لهذه القدرات والمواهب بالنمو والظهور، ثم تزويده بمهارات معينة منبثقة عن حاجاته في جو طليق يخلو من الكبت والإرهاق، حتى يظهر الطفل على حقيقته ويعطى صورة صحيحة عن نفسه تسمح لنا بمعرفته، لذا كان الواجب الأول لمُعلمة الروضة هو إشاعة جو من الشعور بالأمن والاطمئنان في نفس الطفل ليشعر بحريته وقدرته على العمل والتعبير عن نفسه دون خوف ويكون دور المعلمة في هذا كله هو دور الملاحظ والموجه بطريق غير مباشر.
وللمعلمة في الروضة تأثيراً بالغاً في شخصية الطفل قد يكون أكبر من تأثير المُقربين للطفل، حتى أبويه، فالأطفال يتأثرون كثيراً وهم في مثل هذه السن بمظهرها، وشكلها، وحركتها، ومكانتها، وإشاراتها، وإيماءاتها، وألفاظها التي تصدر عنها، وسلوكياتها وأخلاقياتها التي تبدو منها، والطفل أسرع في التقاط كل هذا والتأثر به، ورغم اختلاطه بأقرانه من الأطفال وأهله إلا أن تأثير المعلمة يبقى أعمق وأشد من تأثير الآخرين، فهي التي تطبعهم على عاداتها وتبث فيهم آداب السلوك، مما يترتب عليه نشوء الأطفال وهم يحملون في أنفسهم ما طُبِعوا عليه من آراء في طفولتهم مما يصعب التحول عنه فيما بعد.
كما تؤثر شخصية المعلمة بأبعادها المختلفة  تأثيراً بيناً في نفوس المتعلمين بصفة عامة ومعلمة رياض الأطفال في نفوس الأطفال بصفة خاصة، فهي القادرة على التأثير فيهم بصورة مباشرة أو غير مباشرة عن طريق الإيحاء والمواجهة والتقمص والقدوة، وهي تستطيع أن تغرس روح المسئولية والمثابرة في نفوس الأطفال والعمل على شحذ أخيلتهم وتطويرها عن طريق القدوة والموعظة الحسنة وتهيئة المناخ النفسي والمادي اللازمين لذلك .
لذلك يمكن القول أن تحقيق أهداف رياض الأطفال يتوقف بالدرجة الأولى على معلمة رياض الأطفال فهي المفتاح الحقيقي لتربية أطفال ما قبل المدرسة، وهي المسؤولة عن تكوين شخصياتهم المتوافقة مع التراث ومع المجتمع، وهي المثل الأعلى للأطفال، كما يتضح أيضاً عظم رسالة معلمة رياض الأطفال 

## مفهوم معلمة رياض الأطفال
المتابع لدور رياض الأطفال يتضح له أنها البيئة الوحيدة التي تستطيع أن تكمل وتعوض الأطفال عما فقدوه من أسباب التربية الحسنة وذلك ، لأنها تنقل وتطلق سراح الطفل من دنيا الكبار إلى مجتمع الصغار فهي التي أنشئت من أجله وهي في عمل دؤوب من أجل حياة الطفولة السعيدة والمواطنة الفاضلة وتشكل معلمة رياض الأطفال العمود الفقري والدور المركزي في تحقيق التربية السليمة بما تملكه من قدرات وإمكانات خلاقة وقدرة على استمطار واكتشاف الطفل وطاقاته الداخلية.
إن برامج رياض الأطفال ونشاطاتها اليومية وأهدافها التربوية لا يمكن إنجازها إلا بواسطة المعلمة المتخصصة الواعية لمتطلبات الطفولة المبكرة واحتياجاتها الأساسية الفاهمة لدور التربية في مرحلة رياض الأطفال (بسيسو ، 1999م) 
```
ومن أهم تعريفات معلمة رياض الأطفال ما يلي :
```

- ويعرف (عبد الرؤوف ، 2008م) معلمة رياض الأطفال: بأنها شخصية تربوية تم اختيارها بعناية بالغة من خلال مجموع من المعايير الخاصة بالسمات والخصائص الجسمية والعقلية والاجتماعية والأخلاقية والانفعالية المناسبة لمهنة تربية الطفل حيث تلقت إعداداً وتدريباً تكامليا في كليات جامعية وعالية لتتولى مسئوليات العمل التربوي في مؤسسات تربية ما قبل المدرسة [4]
- معلمة رياض الأطفال : هي معلمة تعمل في مؤسسات تربوية خاصة ضمن عقود عمل خاصة مسجلة في سجلات وزارة التربية والتعليم وتشرف عليها الوزارة ( بطاينة ، 2006م) [5]
- ويري ( حسان ، 2000م) معلمة رياض الأطفال : أنها خبيرة بفنون التدريس وممثلة لقيم المجتمع وثقافته وحريصة على غرس المبادئ والأصول الإسلامية المنبعثة من القرآن الكريم والسنة النبوية المطهرة وأن تكون خبيرة في العلاقات الإنسانية وقناة اتصال بين دار الحضانة والمنزل ومرشدة وموجهة نفسية ومتعلمة ومعلمة في نفس الوقت [6]
- وتعرف (إبراهيم، 2000م) معلمات رياض الأطفال : بأنها شخصية تربوية يتم اختيارها بعناية بالغة من خلال مجموع من المعايير الخاصة بالسمات والخصائص الجسمية والاجتماعية والأخلاقية والانفعالية المناسبة لمهنة تربية الطفل وحيث تلقت إعدادا وتدريبا تكاملياً في كلية جامعية وعالية لتتولى مسئوليات العمل التربوي في مؤسسات تربية ما قبل المدرسة [7]
- وتعرف معلمة الرياض بأنها " أم أولاً ومعلمة ثانياً وإذا اعتقد أحدنا أن كائناً من كان يستطيع أن يكون معلمة رياض فهو مخطئ واعتقاده لا يستند إلى أساس ، فمعلمة الروضة تحتاج إلى أن يكون لديها مهارات متعددة تخدم أغراضا مختلفة ولا بد من توفر ما يلي:  ( الجرأة والاستكشاف - الجرأة في المحاولة والتجربة - القدرة على التأثير في الآخرين ) ( عدس، 1990م) [8]
- وتصف (قناوي، 1993م) معلمة رياض الأطفال بأنها : تعتبر المايسترو الذي يقود العملية التربوية ويوجه الطفل، لذا يجب ألا يكون لديها عينان فقط في أعلي رأسها فحسب بل في كل جزء منها وتلك السمة تمثل ضرورة كبيرة جداً في معلمة رياض الأطفال وخاصة أنها تتعامل مع أطفال في مرحلة عمرية سوف تشكل حياتهم فيما بعد ذلك ويكمن دورها في المتابعة والتوجيه [9]
- ويوضح (مصلح ، 1990م)  مفهوم معلمة رياض الأطفال هي "من تمنح أطفالها حرية الاختيار ، وتسمح لهم بحرية الحركة والعلم وتشجيعهم على حرية التعبير عن الفكر والشعور بالإضافة إلى الهيبة التي تقوم على الود والاحترام [10] ومعلمة رياض الأطفال يجب أن توجه الأطفال نحو التربية البناءة فهي تقوم بدور الأم البديلة تمنح الأطفال الحب والعطف والحنان لابد أن تكون ثابتة في معاملتها لهم وأن تكون حازمة في نفس الوقت.

## كفائات معلمة رياض الأطفال
قبل أن نبدأ في توصيف كفايات معلمة رياض الأطفال لا بد أن نحدد معنى الكفاية  «وهي قدرة المعلم على توظيف مجموع مرتبة من المعارف وأنماط السلوك والمهارات أثناء أدائه لأدواره التعليمية داخل الفصل نتيجة لمروره في برنامج تعليمي محدد ، بحيث ترتقي بأدائه إلى مستوى معين من الإتقان يمكن ملاحظته وتقويمه»  (سالم، 1996م) 
ويعرف (محمد حمدان، 1999م) الكفاية بأنها عبارة عن جملة تضف إلى القدرة أو المهارة التي يحصل عليها المعلم ولها أثر مباشر في تعليم التلاميذ أو القدرة على استحضار مهارة خاصة في موقف تربوي ما  
ومن كفائات معلمة رياض الأطفال ما يلى :
1. مهارة تعرف مظاهر إعاقات لقيتها لدى الأطفال
2. مهارة ملاحظة وتسجيل تقارير عن سلوك تفاعل الأطفال
3. مهارة تحديد الأهداف التدريسية الخاصة
4. مهارة تعرف أنماط تعلم الأطفال كل على حدة
5. مهارة إثارة دوافع الأطفال لإقامة علاقات اجتماعية
6. مهارة العمل الجماعي مع آخرين من المعلمين
7. مهارة إدارة عمليات التعلم الفردي لأطفال الجماعة
8. مهارة تقييم التعليم الفردي والجماعي للأطفال
9. مهارة التقييم الذاتي باستمرار [13]

خصائص كفائات معلمة رياض الأطفال ما يلى :
1. أن يكون لديها الاستعداد النفسي والعاطفي والمهني للعمل مع الأطفال والتعامل معهم مدة طويلة والاستماع لآرائهم .
2. أن تكون حاصلة على مؤهل علمي لا يقل عن دبلوم معلمات مع حصولها على دورات تدريبية وتأهيلية خاصة بالطفولة .
3. أن تكون ملمة بطرق وأساليب التواصل والتعامل مع الأطفال حتى تستخدمها في تحفيزهم للتعليم والتفاعل نحو تنمية شخصيتهم .
4. أن تكون ذات مظهر لائق ومقبول وتعنى بمظهرها وبأسلوبها وسلوكها العام أمام الطفل كونه يتخذها قدوة يحتذي بها ويعمل على تقليدها.
5. أن تكون ذات ثقافة عامة وفكر ناضج وتطلع على الكتب الخاصة بالرياض.
6. أن تتمتع بالذكاء والحيوية والنشاط وقادرة على الإبداع.
7. أن تكون ذات روح مرحة مبتسمة قادرة على معايشة الأطفال في عالمهم الصغير.[14]

## مهام معلمة رياض الأطفال
تقوم معلمة الرياض بأدوار عديدة ومتداخلة وتؤدي مهام كثيرة ومتنوعة تتطلب مهارات فنية مختلفة يصعب تحديدها بشكل دقيق وتفصيلي ، فإذا كان المعلم في مراحل التعليم الأخرى مطالباً بأن يتقن مادة علمية معينة ويحسن إدارة الفصل فإن المعلمة في رياض الأطفال مسئولة عن كل ما يتعلمه الطفل إلى جانب مهمة توجيه عملية نمو كل طفل من أطفالها في مرحلة حساسة من حياته .
ويمكن إجمال المهام العديدة التي تؤديها معلمة الروضة في ثلاثة أدوار رئيسية هي:
1. دورها كممثلة لقيم المجتمع وتراثه وتوجهاته.
2. دورها كمساعدة لعملية النمو الشامل للأطفال.
3. دورها كمديرة وموجهة لعمليات التعلم والتعليم.[15]

إن عمل معلمة الروضة يتعلق بالطفل النامي ومهمتها تكاد تنحصر في توفير البيئة المناسبة ، والإرشاد المناسب للنمو السليم ، فتعمل على استكشاف قدرات الطفل ومواهبه والسماح لهذه القدرات والمواهب بالنمو والظهور ، ثم تزويده بمهارات معينة منبثقة عن حاجاته في جو طليق يخلو من الكبت والإرهاق حتى يظهر الطفل على حقيقته ويعطي صورة صحيحة عن نفسه تسمح لنا معرفته وليس مجرد التعرف عليه ولذا كان الواجب الأول لمعلمة الروضة هو إشاعة جو من الشعور بالأمن والاطمئنان في نفس الطفل ليشعر بحريته وبقدرته على العمل والتعبير عن نفسه دون خوف .
ويكون دور المعلمة في هذا كله هو دور الملاحظ والموجه بطريق غير مباشر فلا تشعر الطفل بأنه مراقب وبأن عمله مملى عليه من الآخرين وإنما هو يعمل بوحي من ذاته ولا يعني هذا أن تترك له الحبل على الغارب وإنما تقوم كل ما بدأ منه خطأ بطريق المشاهدة والملاحظة ودون إصدار الأوامر والنواهي وإنما بالتوجيه الصالح والقدوة الحسنة .

## صفات معلمة رياض الأطفال الناجحة
- أن تستخدم الأساليب الصحيحة للمديح والتوجية الفعال وفي الوقت المناسب .
- أن يكون الهدف من النشاط واضحا ومحدداً قبل الشروع لتنفيذ النشاط
- أن تكون سريعة البديهة وتحسن التصرف في الحالات الطارئة .
- أن تكون مطلعة على كل جديد في عالم الطفل بالقراءة وحضور الدورات .
- أن تتقبل كل فرد من الأطفال كاملاً بغض النظر عن شكل جسمه ومظهره .
- أن تكون قادرة على فهم ما يفكر به الطفل أي أن ترى الأمور من زاويته وليس من زاويتها .
- وتتعامل مع كل طفل على أن له قدرات وميول خاصة له وحده وتحاول أن تنميها .
- أن تعتبر الأم جزءا أساسيا في العملية التربوية وتتفاعل معها باستمرار بإخاء واحترام
- أن توفر الجو الأسري الآمن الذي يشعر الطفل بالسعادة والأمن في غرفة الفصل ولديها القدرة على طرد جو التوتر والانزعاج.
- أن تكون جملها سليمة وكلماتها واضحة عند الحديث مع الأطفال وتستخدم مفردات صحيحة.
- أن تهتم بنظافتها الشخصية وأن يكون مظهرها لائقاً وبسيطاً بثياب واسعة وحذاء مريح ولديه الاستعداد للحركة واللعب والتفاعل.
- أن يكون صوتها هادئا وتتدرب على استخدام النبرة الرخيمة.
- أن تتدخل في عالم الطفل عندما يكون ذلك مناسباً ولا تقحم نفسها إقحاماً فيه .
- أن تكون ملمة بخصائص نمو الطفل وبحاجاته وبالمواد التي تلبي تلك الحاجات .
- أن تكون ملمة بأكبر عدد مكن من المعلومات عن كل طفل .
- أن تعطي من وقتها للتخطيط لليوم التالي فلا تخرج بمجرد خروج آخر طفل .
- أن يكون الطفل هدفها الأول ومحور تفكيرها عند اتخاذ أي قرار من قرارات العمل .
- أن تكون دقيقة في إعداد برنامجها واختيار وسائلها .
- أن تمنح كل طفل بعضاً من وقتها حتى ولو لدقائق معدودة يومياً .
- أن تنصت للطفل بجدية واهتمام سيشعره ويريحة .